# 渡瀬裕哉
渡瀬 裕哉（わたせ ゆうや、1981年〈昭和56年〉11月2日 - ）は、日本の政治アナリスト、実業家、政治活動家。早稲田大学公共政策研究所招聘研究員、事業創造大学院大学国際公共政策研究所上席研究員。「偽減税」の名付け親として紹介されることもある。

## 略歴
早稲田大学社会科学部社会科学科在籍時に政策系NPO法人政策過程研究機構理事に就任し、主に地方自治体の行政改革に関するコンサルティングを開始する。また、早大では政治サークル「鵬志会」に所属していた。
大学卒業後、早稲田大学大学院公共経営研究科修士課程に入学し、大学院在学時に東国原英夫の宮崎県知事選挙のマニフェスト作成を支援。早稲田大学公共政策研究所招聘研究員を務める。
2010年、アメリカでのティーパーティー運動にならい、「東京茶会」を設立。
2012年、テキサス州ダラスでFreedom Worksが開催した15000人の大規模集会FreePACに、イスラエル、ギリシャ、日本、オーストリア、セルビア、イタリア、オーストラリアの代表者らとともに日本人唯一の公式ゲストとして招待された。
2015年、江口峻（元産経新聞社取締役）とあえば浩明が設立した「JCU（日本保守連合）」の立ち上げに参加し、同理事に就任（その後、同理事を退任）。
2017年、シンクタンクある「パシフィック・アライアンス総研」を設立。同総研は世界的な個人の財産権を守るシンクタンクネットワーク一員としてProperty Rights Aliianceの公式パートナーに認定。
同年10月、全米税制改革協議会とパシフィック・アライアンス総研が主催する日米保守派税制シンポジウムである「Japan-US Innovation Summit」を開催する。米国からはAmericans for Tax Reformのクリストファー・バトラー国際部長、Property Rights Aliianceのロレンゾ・モンタラーニ氏、Center for Freedom and Prosperityのダニエル・ミッチェル代表（元CATO研究所シニアフェロー）、ジャーナリストのジョン・ファンド氏（元ウォールストリート・ジャーナル編集委員）、エモリー大学のケネス・ソープ教授らが来日。
同年12月、The World Taxpayers Association（世界納税者連盟）と世界最大の自由主義シンクタンク組織であるAtlas Networkが主催したRegional Taxpayers Forum Bangkokにて、日本代表として税制改革セッションにてスピーカーを務める。
2018年、Japan-US Innovation Summit 2018を開催。ピーター・ロスカム下院議員による祝辞、グローバー・ノーキスト全米税制改革協議会議長、クリストファー・バトラー国際部長、International Property Allianceのロレンゾ・モンタラーニ氏、リック・テイラーMSNBCコメンテーター、ロン・ネヒリンLeadership Institute国際部長らが来日。
2019年11月、Japan-US Innovation Summit 2019を開催。グローバー・ノーキスト全米税制改革協議会議長、クリストファー・バトラー国際部長、アンドレアス・ヘルマン・デジタル課税担当研究員、International Property Allianceのロレンゾ・モンタラーニ氏、アンソニー・キムヘリテージ財団シニアリサーチャー、クリストファー・リングル・ソロス（Tholos)財団評議員、ガイ・テイラーワシントン・タイムズ安全保障ジャーナリスト、マックス・パパスGoogle本社公共部門渉外責任者らが来日。
2019年、旧統一教会の日刊紙である『ワシントン・タイムズ』紙が旧統一教会の機関紙『世界日報』を発行する世界日報社と連携して開設した日本版『ワシントン・タイムズ・ジャパン』のエグゼクティブ・ディレクターとして、同紙記事翻訳やトランプ政権の内幕を分析するTrump Central Reviewの執筆を担当。
2020年2月、南アフリカ政府が政府収容権を拡大する憲法25条改正を実施することに対し、世界のシンクタンク23団体ともに反対書簡を提出。
同年3月、江崎道朗、倉山満とともに民間シンクタンク「救国シンクタンク」を設立した。減税と規制改革の担当責任者に就任。
同年4月、政治団体「参政党」を神谷宗幣、KAZUYA、松田学、篠原常一郎とともに結成し、ボードメンバーとなる。
2021年、「陰謀論についていけない」等、方向性の違いから参政党を離党した。倉山満は、渡瀬とKAZUYAが離れたことにより、参政党がさらに陰謀論やスピリチュアル、ネットワークビジネスといった方向に傾斜したと評している。
同年7月、World Taxpayers Association とAmericans for Tax Reformと協力し、世界の最低法人税率の実施に反対する40か国の書簡提出者として署名。
同年9月、The New Wave of Innovation Policies in Asiaにて、マレーシアの前貿易産業副大臣らとオンライン登壇。
2022年2月、WIPO（世界知的所有権機関）のダレン・タン代表に対し、世界51か国106団体の一員として、知的財産権とイノベーションの強化に関する書簡を共同提出。

## 著書

### 単著
- 『トランプの黒幕 日本人が知らない共和党保守派の正体』祥伝社、2017年3月。ISBN 978-4396615970。
- 『日本人の知らないトランプ再選のシナリオ 奇妙な権力基盤を読み解く』産学社、2018年9月。ISBN 978-4782535066。
- 『なぜ、成熟した民主主義は分断を生み出すのか アメリカから世界に拡散する格差と分断の構図』すばる舎、2019年12月。ISBN 978-4799108352。
- 『メディアが絶対に知らない2020年の米国と日本』PHP研究所、2020年1月。ISBN 978-4-569-84591-3。
- 『税金下げろ、規制をなくせ 日本経済復活の処方箋』光文社新書、2020年10月。ISBN 978-4-334-04503-6
- 『無駄（規制）をやめたらいいことだらけ 令和の大減税と規制緩和』ワニブックス、2021年9月。ISBN 978-4847071089。
- 『儲かる！ 米国政治学』PHP研究所、2022年3月。ISBN 978-4569851860。
- 『社会的嘘の終わりと新しい自由』すばる舎、2022年4月。ISBN 978-4799109427

### 共著
- 前田浩、吉田卓生、加登文雄 著、日本CSR協会編著 編『これで出来るCSR』イー・キュー・マネジメント技研、2010年3月。ISBN 978-4901710107。
- 前田浩、吉田卓生、加登文雄 著、日本CSR協会編著 編『これで出来るCSR調達対応！ 経営者層向けCSR実践ガイド』イー・キュー・マネジメント技研、2010年10月。ISBN 978-4901710114。
- 前田浩、吉田卓生、加登文雄 著、日本CSR協会編著 編『CSRケーススタディ実践ガイド（ISO26000対応）』イー・キュー・マネジメント技研、2011年11月。ISBN 978-4901710138。
- 前田浩、吉田卓生、加登文雄 著、日本CSR協会編著 編『ISO 26000対応サプライチェーンCSR実践ガイド』イー・キュー・マネジメント技研、2012年3月。ISBN 978-4901710145。
- 倉山満・宮脇淳子・江崎道朗『リバタリアンとは何か』 藤原書店、2022年1月。ISBN 978-4865783339

## 出演

### テレビ
- 「テレビ朝日・ワイド！スクランブル」来週・日米首脳会談へ…トランプ政権の“弱点”とは！？（2017年2月3日）
- BSニュース 日経プラス10ニュースの疑問（2019年9月28日）[30]

### インターネット
- AbemaPrime（AbemaTV・複数回ゲスト出演）
- 渡瀬裕哉のメディア斬り捨て御免 （2019年1月13日 - 、毎週月曜日更新、チャンネルくらら）